# Jānis Vītoliņš
Jānis Vītoliņš (* 8. April 1886 in Litene bei Gulbene; † 14. Mai 1955 in Riga) war ein lettischer Komponist.
Vītoliņš studierte am Konservatorium von Moskau und von Riga, wo er dann als Fagottlehrer wirkte. Er komponierte zwei Opern, zwei Sinfonien, zwei Lettische Rhapsodien, Tänze und Lieder.

## Quelle
- Alfred Baumgärtner: Propyläen Welt der Musik. Die Komponisten, Band 5, 1989, ISBN 3549078358, S. 454

| Personendaten    | Personendaten        |
| ---------------- | -------------------- |
| NAME             | Vītoliņš, Jānis      |
| ALTERNATIVNAMEN  | Vitolins, Janis      |
| KURZBESCHREIBUNG | lettischer Komponist |
| GEBURTSDATUM     | 8. April 1886        |
| GEBURTSORT       | Litene bei Gulbene   |
| STERBEDATUM      | 14. Mai 1955         |
| STERBEORT        | Riga                 |